# Radhanath Sikdar

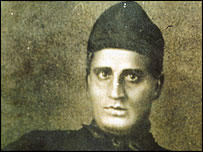
Radhanath Sikdar

Radhanath Sikdar (auch Sickdhar; bengalisch: রাধানাথ শিকদার Rādhānāth Śikdār; * 1813 in Kalkutta, Britisch-Indien; † 17. Mai 1870 in Chandannagar) war ein indischer Mathematiker im Dienst der Großen Trigonometrischen Vermessung, der als Erster die Höhe des Mount Everest berechnete.

## Leben und Wirken
Radhanath Sikdar absolvierte das „Hindoo College“, eine Vorgängereinrichtung der heutigen Presidency University.
Als sich George Everest, der Leiter der Großen Trigonometrischen Vermessung und Surveyor General of India, 1831 bei dem College nach einem Mathematiker mit guten Kenntnissen in Sphärischer Trigonometrie erkundigte, wurde ihm Radhanath Sikdar empfohlen. Everest stellte ihn daraufhin als computor ein, um bei der Messung des Meridianbogens aus den Beobachtungen der Geodäten die Höhen und Entfernungen der Vermessungspunkte zu berechnen – in einer Zeit, als Rechenschieber noch nicht verbreitet waren.
Everest war von seiner Arbeit beeindruckt und schrieb über ihn:

“hardy, energetic young man, ready to undergo any fatigue, and acquire a practical knowledge of all parts of his profession. There are a few of my instruments that he cannot manage; and none of my computations of which he is not thoroughly master. He can not only apply formulae but investigate them.”

„zäher, tatkräftiger junger Mann, bereit jede Mühe auf sich zu nehmen und praktische Kenntnisse aller Gebiete seines Berufes zu erwerben. Es gibt wenige meiner Instrumente, mit denen er nicht umgehen kann, und keine meiner Berechnungen, die er nicht gründlich beherrscht. Er kann Formeln nicht nur anwenden, sondern auch ihren Inhalt ergründen.“

Als Everest sich 1843 nach England in den Ruhestand zurückzog, wurde Andrew Scott Waugh sein Nachfolger und setzte die Triangulationen fort, deren längste die von 1845 bis 1850 entlang der östlichen Hälfte des Himalaya durchgeführte Serie war. Da die nepalesische Regierung den Zutritt zu ihrem Territorium verweigerte, konnten die zahlreichen, den Briten meist unbekannten Gipfel des Himalaya nur aus Entfernungen bis zu 200 km angepeilt werden.

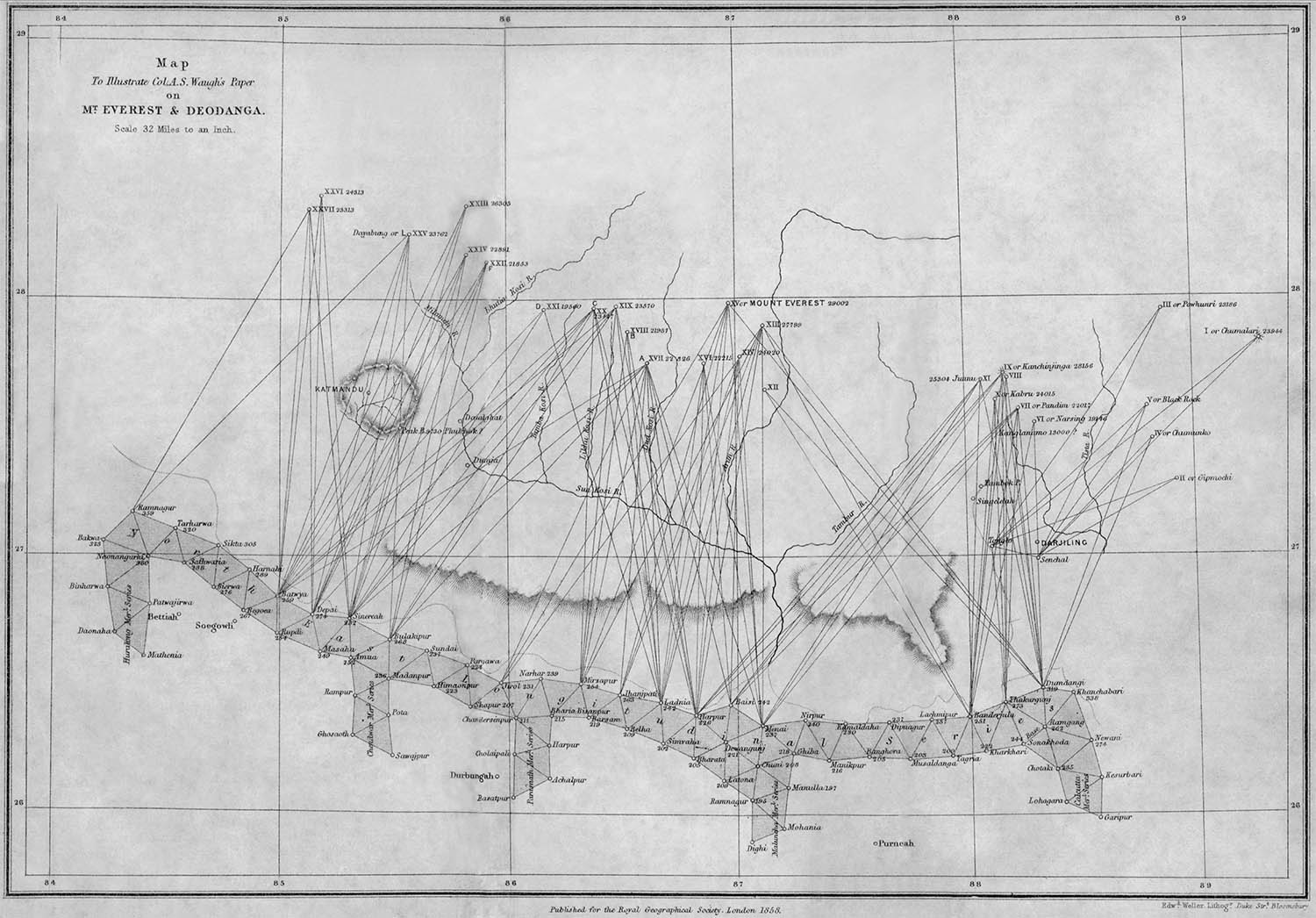
Triangulation entlang des Himalaya und Peilungen seiner Gipfel

Radhanath Sikdar, der inzwischen zum Chief Computor aufgestiegen war, oblag es, aus diesen Peilungen die genaue Position und die Höhe der insgesamt 79 Gipfel zu berechnen. Nach umfangreichen und komplexen Berechnungen, bei denen Fehlerquellen wie die Lichtbeugung sowie Temperatur- und Luftdruckschwankungen so weit wie damals möglich berücksichtigt wurden, kam Sikdar 1852 zu dem Ergebnis, dass Peak XV mit 29.002 Fuß (8.840 m) der höchste der angepeilten Gipfel und damit wahrscheinlich der höchste Berg der Welt sei.
Wegen der mit den großen Entfernungen verbundenen Unsicherheiten zögerte Andrew Waugh, diese Neuigkeit zu veröffentlichen. Erst nach zahlreichen weiteren Vermessungen und Berechnungen teilte er der Royal Geographical Society in London in einem Schreiben vom 1. März 1856 mit, dass der Peak XV wohl der höchste Gipfel der Welt sei und er ihn zu Ehren seines Vorgängers Mount Everest benannt habe. Sein indischer Chief Computor wurde in dem Schreiben nicht erwähnt.
Neben seinen Aufgaben als Chief Computor wurde Radhanath Sikdar 1852 zum Leiter des meteorologischen Observatoriums von Kalkutta ernannt, in dem er präzise, regelmäßige Beobachtungen einführte. Für die Schifffahrt installierte er außerdem ein System genauer Zeitangaben aufgrund astronomischer Beobachtungen, damit die Chronometer auf den Schiffen justiert werden konnten.
Radhanath Sikdar, der nie geheiratet hatte, ging 1862 in den Ruhestand und starb am 17. Mai 1870 in seinem Haus in Chandannagar am Ufer des Hugli nördlich von Kalkutta.

## Ehrungen
Radhanath Sikdar wurde 1853 Mitglied der Royal Asiatic Society of Bengal. 2004 wurde er, zusammen mit Nain Singh, auf einem Briefmarkenblock der indischen Post zur Erinnerung an die Große Trigonometrische Vermessung geehrt.